# 马斯科卡区
马斯科卡区地区自治体（英語：District Municipality of Muskoka），简称马斯科卡区或马斯科卡地区（District of Muskoka），是位于加拿大中安大略的一个自治区。马斯科卡区西临喬治亞灣，南面为庫奇欽湖，东接阿尔冈金省立公园。马斯科卡区离多伦多北面大约需要2个小时，总面积为6,475平方（2,500平方英里）。马斯科卡区有大约1,600个湖泊，是著名的旅游胜地。
马斯科卡区和哈利伯顿、卡沃瑟湖区及佩得伯勒县都被称为“乡村度假村”（cottage country），每年有超过210万访客。马斯科卡区政府位于布雷斯布里奇。
自治区的名称来自19世纪50年代的一个第一民族首领。当时的马斯科卡湖是黄头发首领（Chief Yellowhead）或称Mesqua Ukie所带领队伍的狩猎地。他被政府所尊敬。政府在他居住的奥里利亚为他建了房子，直到他于95岁去世。

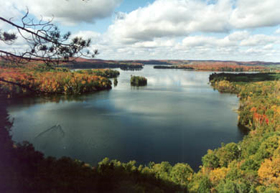
马斯科卡区亨茨維爾附近的半岛湖

马斯科卡区有60,000名永久居民。还有100,000名季节性的业主每年夏天都会来到这里，使这里成为重要的避暑胜地。很多季节性的房产都是夏天居住的大房子，有些通过家族代代相传。多数豪宅都在三个主要湖泊的湖岸，分别是马斯科卡湖、罗索湖和约瑟夫湖。近年来，很多好莱坞明星和体育明星也在马斯科卡建造寓所，包括斯蒂芬·斯皮尔伯格、汤姆·汉克斯、麥克·維爾、马丁·肖特、哈里·汉姆林、仙迪·歌羅馥、歌蒂·韓和寇特·羅素。
肥皂剧《仙境瀑布》曾在此地取景拍摄。大量夏令營活动在马斯科卡区进行，这里可以进行皮划艇、帆船、帆板、滑水及其它水上运动。
马斯科卡区包括6个自治体，分别是湖湾镇、喬治亞灣、马斯科卡湖区、亨茨維爾、布雷斯布里奇以及格雷文赫斯特。Wahta Mohawks和Moose Deer Point First Nation也在该区。
Teletoon频道播出的动画片《孤島生存大亂鬥》的故事地点就在马斯科卡区。